# Chuck Hittinger
Chuck Hittinger (Pittsburgh, Pennsylvania, 12 de febrero de 1983) es un actor estadounidense.

## Biografía
Se graduó en la Escuela de Drama de Carnegie Mellon en 2005. Asistió al instituto Quaker Valley en Sewickley. Tras graduarse, comenzó en el mundo de la interpretación con la película When Tyrants Kiss.
Empezó en 2009 con la película Boogeyman 3.13 razones JONAS  como Van Dyke Tosh. Además, tiene un papel periódico como Sean Ackard en la serie de televisión Pretty Little Liars.

## Filmografía

### Películas
| Año  | Título                       | Papel         |
| ---- | ---------------------------- | ------------- |
| 2005 | When Tyrants Kiss            | Skip Harris   |
| 2006 | Bad Blood                    | Skip.         |
| 2007 | Grendel                      | Finn          |
| 2007 | All I Want for Christmas     | Tyler Brandon |
| 2009 | Boogeyman 3                  | David         |
| 2009 | Bad Blood... The Hunter      | Skip          |
| 2009 | 21 and a Wake-Up             | Lonnie Smith  |
| 2012 | Stalked At 17                | Chad          |
| 2012 | American Pie: el reencuentro | AJ            |
| 2013 | Sharknado                    | Matt Shepherd |
| 2014 | Bullet                       | Kyle          |

### Series de televisión
| Año         | Título                         | Papel         | Notas       |
| ----------- | ------------------------------ | ------------- | ----------- |
| 2005        | Cold Case                      | Jimmy Tate    | 1 episodio  |
| 2006        | CSI: Miami                     | Derrick Perry | 1 episodio  |
| 2007        | Sin rastro                     | Gavin Reilly  | 1 episodio  |
| 2008        | CSI: Crime Scene Investigation | Troy Birkhart | 1 episodio  |
| 2008        | 90210                          | Steve         | 1 episodio  |
| 2008        | Numb3rs                        | Kevin Oliver  | 1 episodio  |
| 2008        | Urgencias                      | Michael Leary | 1 episodio  |
| 2009        | Sunny, entre Estrellas         | Hayden        | 1 episodio  |
| 2010        | JONAS L.A.                     | Van Dyke Tosh | 3 episodios |
| 2010        | [[ ]]                          | Buce          | 13episodio  |
| 2010 — 2011 | Pretty Little Liars            | Sean Ackard   | 9 episodios |